# Cortes de Pallás
Cortes de Pallás es un municipio de la Comunidad Valenciana, España. Perteneciente a la provincia de Valencia, en la comarca del Valle de Ayora-Cofrentes. Forma parte, sin embargo, de la Mancomunidad Intermunicipal de la Hoya de Buñol-Chiva. Cuenta con una población de 758 habitantes (INE 2024). Se trata de un municipio castellanohablante, en el que el castellano cuenta con el predominio lingüístico reconocido legalmente.

## Toponimia
Algunos autores hacen derivar Cortes (de Pallás) del latín tardío/clásico "cohors, cohortis" (casa de campo, masía). Sin embargo, el hecho de que Cortes se encuentre sobre un profundo precipicio de 400 m de desnivel creado por el río Júcar, hace pensar que el origen último de este topónimo puede ser un derivado del verbo latino "curtare", debido a que el río Júcar ha excavado un profundo tajo o corte para atravesar el macizo del Caroig. La parte de Pallás o Pallars deriva de un antropónimo procedente de una comarca catalana, vecina a la Ribagorça.

## Símbolos
El escudo heráldico que representa al municipio fue aprobado el 10 de marzo de 2011 con el siguiente blasón

«Escudo cuadrilongo de punta redonda. Partido y medio cortado. En el primer cuartel, de sinople, un castillo de tres homenajes abierto de oro, mazonado de sable, sobre cuatro ondas de plata y azur. En el segundo cuartel, de oro un águila bicéfala explayada de sable, coronada de oro cargada al pecho de un escusón de gules con tres pajuelas en banda de oro. En el tercer cuartel, de plata una cabra pasante heráldica de sable. Por timbre corona real abierta.»
Diario Oficial de la Comunidad Valenciana n.º 6484 de 21 de marzo de 2011

## Geografía

Localización de Cortes de Pallás respecto a la comarca del Valle de Cofrentes

Cortes de Pallás está completamente dominado y rodeado por su orografía; al norte se encuentra la Sierra Martés con el Pico Martés de 1085 m s. n. m. y vértice geodésico de primer orden, siendo la máxima altura del municipio. En su parte central domina la Muela de Albéitar y al sur la Muela de Cortes, declarada en 1973 Coto Nacional de Caza Mayor.
El río Júcar, que es el más caudaloso de la Comunidad Valenciana corta el territorio creando un cañón en el que sus aguas son aprovechadas por el embalse de El Naranjero y el embalse de Cortes-La Muela.
La central termonuclear de Cofrentes utiliza parte de su producción de energía sobrante durante la noche para que el embalse de Cortes-La Muela bombee agua a su depósito y así generar energía limpia durante el día.
Dentro de su término municipal están las aldeas de Castilblanques, El Oro, La Cabezuela, Los Herreros, Otonel, Venta Gaeta y Viñuelas.

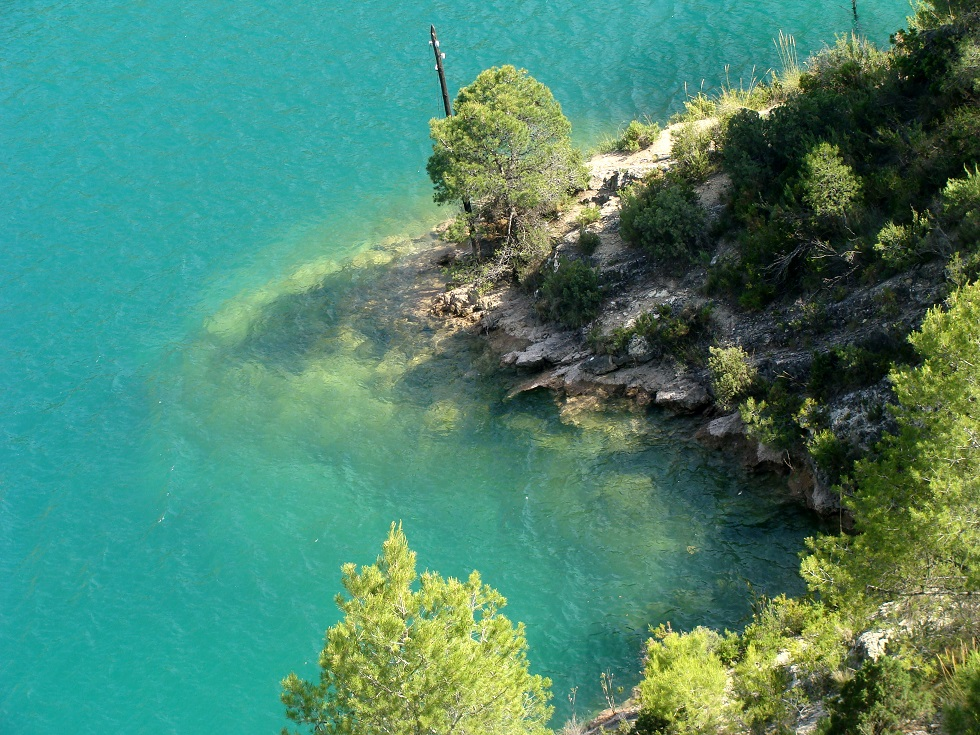
Las aguas del río Júcar represadas en el embalse de Cortes-La Muela

El término municipal de Cortes de Pallás limita con las siguientes localidades:
Bicorp, Cofrentes, Dos Aguas, Jalance, Jarafuel, Millares, Requena, Teresa de Cofrentes y Yátova, todas ellas de la provincia de Valencia.

## Comunicaciones

### Por carretera
Se accede a este pueblo, desde Valencia, a través de la A-3 tomando luego la CV-425 y posteriormente la CV-428. El sendero de Gran Recorrido GR-7 atraviesa sus tierras entrando por la Sierra Martés y, cruzando el pueblo, sale por un lateral de la Muela de Cortes.

### En autobús
La siguiente línea de MetroBus Valencia presta servicio al municipio.
| Línea | Recorrido                | Operador        |
| ----- | ------------------------ | --------------- |
| 437   | Cortes de Pallás - Buñol | Autocares Buñol |

## Historia
Los datos arqueológicos más antiguos pueden remontarse a la Edad del Bronce por el hallazgo de un hacha de este metal, encontrada en un punto no determinado del término. También hay noticias de que en el caserío de Otonel aparecieron fragmentos de cerámica y un cráneo humano, pero por la vaguedad de los datos que se poseen no puede darse una clasificación de este hallazgo. Se sabe también que en la partida de Chaparro, en los Carrascones, junto al camino de Castilblanques, se encontraron centenar y medio de monedas, 11 de ellas denarios de plata republicanos fechables entre los años 73 a 31 a. C. y resto de bronce, coloniales.
Durante la ocupación musulmana tuvo mucha importancia. Tras la conquista Jaime I le impuso una contribución de 400 besantes. La población continuó habitada principalmente por moriscos. En 1609 al ser decretada su expulsión, se produjo una rebelión, refugiándose los moriscos en el reducto natural de la Muela de Cortes, donde resistieron los ataques reales, hasta que fueron reducidos en el mes de noviembre del mismo año. Lograron oponerse a los tercios durante casi un mes. Tras la expulsión, el término quedó casi despoblado. En 1646 contaba solamente con 40 casas habitadas. El señorío de Cortes fue entregado por Jaime I de Aragón a su hijo bastardo Pedro, manteniendo la población árabe hasta su expulsión en 1609. El apellido Pallás aparece en el siglo XIV tras numerosas disputas legales y tras pasar la baronía por diferentes propietarios.
A finales del siglo XVIII visita estas tierras el botánico Cavanilles.
Hasta 1932, Cortes no tuvo comunicación directa por carretera con el exterior. Anteriormente, solo el corredor de las aldeas que se asentaba en la base de la Sierra Martés contaba con un camino que enlazaba por Macastre con Valencia y, por Los Pedrones con la carretera de Almansa a Requena (N-330).
Aunque se han construido varios saltos y embalses en este tramo del Júcar desde principios del siglo XX, no es hasta 1988 cuando entra en funcionamiento la central hidroeléctrica Cortes II de Iberdrola. Su entrada en servicio ha revitalizado a todo el municipio y está permitiendo una ligera recuperación demográfica y económica.

## Demografía
Cortes de Pallás cuenta con una población de 758 habitantes (INE 2024).
| Gráfica de evolución demográfica de Cortes de Pallás entre 1842 y 2021                                              |
| |
| Población de derecho según los censos de población del INE Población de hecho según los censos de población del INE |

| 1500(2) | 160 | 433 | 949 | 2400 | 1068 | 602 | 792 | 999 | 978 | 962 | 981 | 993 | 771 |

(2) Antes de la expulsión de los moriscos.

## Economía
Su economía está basada en la agricultura del olivo y el almendro, principalmente, y en menor proporción viñedos y labores de secano. La ganadería se basa en la cabra y oveja. Merece mención especial la apicultura, destacando la calidad de las mieles y derivados.
Pero el verdadero motor de ingresos entra por los impuestos a Iberdrola y su complejo hídrico. Se ha invertido en mejorar las dotaciones del pueblo y de las aldeas. Todos y cada uno cuentan con casa social, piscina municipal, parque infantil... Autobús que los conecta y, servicio médico y farmacéutico con visitas periódicas a las aldeas.
El ayuntamiento se ha convertido en patrono, usando la mano de obra para cuidar el monte, los pueblos y las infraestructuras.
El turismo se ha visto favorecido por las nuevas carreteras y las obras de infraestructura que se han construido en el término municipal. La ruta fluvial de los cañones del Júcar, que se realiza en lanchas turísticas entre Cofrentes y Cortes ha venido a contribuir en el florecimiento de las actividades turísticas basadas en las características impresionantes del paisaje abrupto labrado por el río.

## Monumentos y lugares de interés
- Iglesia parroquial. Dedicada a Nuestra Señora de los Ángeles. El templo fue edificado en 1775.
- Palacio del Barón de Cortes de Pallás. Edificio de estilo barroco del siglo XVIII.
- Castillo de Chirel. Reconstruido en el siglo XV, se encuentra situado sobre un monte que se halla flanqueado por las gargantas del río Júcar, de forma que es fácilmente visible desde muchos lugares del territorio. El acceso debe realizarse a pie, por senda, ya que la carretera finaliza a los pies del macizo donde está situado.

Durante la Edad Media, la frontera entre los reinos de Castilla y Valencia se hallaba en el Valle de Ayora, valle vecino al castillo, de forma que este podía utilizarse para controlar el tránsito por la vía del Júcar. Además, su posición le otorga una situación defensiva privilegiada: en el sur se halla un acantilado de algo más de 300 m de altitud, mientras que el acceso se realizaba por el flanco Norte, cara al cual se hallaba una doble muralla.

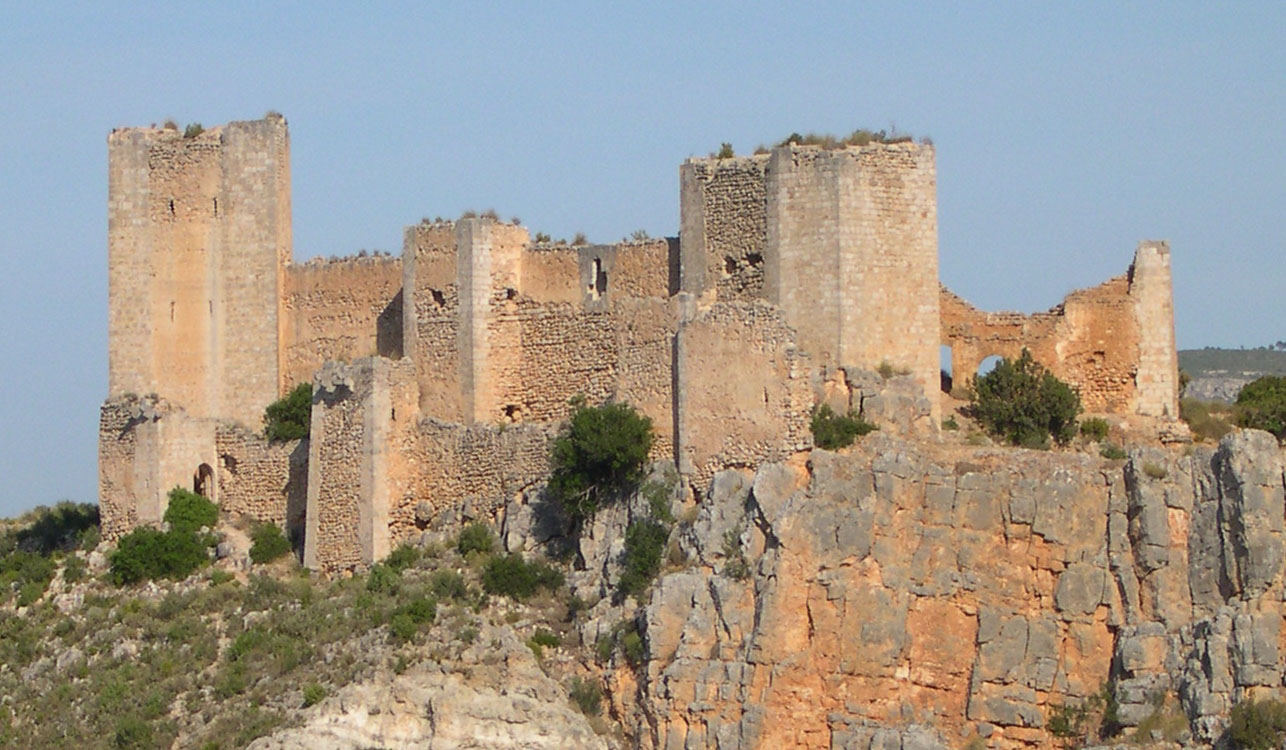
Castillo de Chirel

La protección del castillo constaba, además del difícil acceso a este, la complicación de pasar a través de este, por necesidad de atravesar un paso de aprox. 1 m de profundidad. Tras él se abría un pequeño zaguán y el recodo hacia la derecha enlazaba con el pasillo entre la doble muralla, además de dos torreones que hay en los extremos occidental y oriental.
Pese a que en el castillo podemos ver la tradición musulmana, también nos encontramos con el estilo gótico y con escudos de origen claramente cristiano y señorial situados encima de los accesos. Fácilmente se le añade a este monumento, además la función defensiva, la de residencia de forma significativa.
Es el mejor conservado del término y se halla en el Inventario de Protección del Patrimonio Cultural Europeo.
- Restos de los Castillos de Otonel, Pileta y Ruaya. De origen musulmán.

El castillo de La Pileta es de origen musulmán y guarda el flanco norte de la población de Cortes, allí por donde llegaban los caminos de Buñol y Requena. Se observa de sus restos una torre de observación de base cuadrada con almenas.

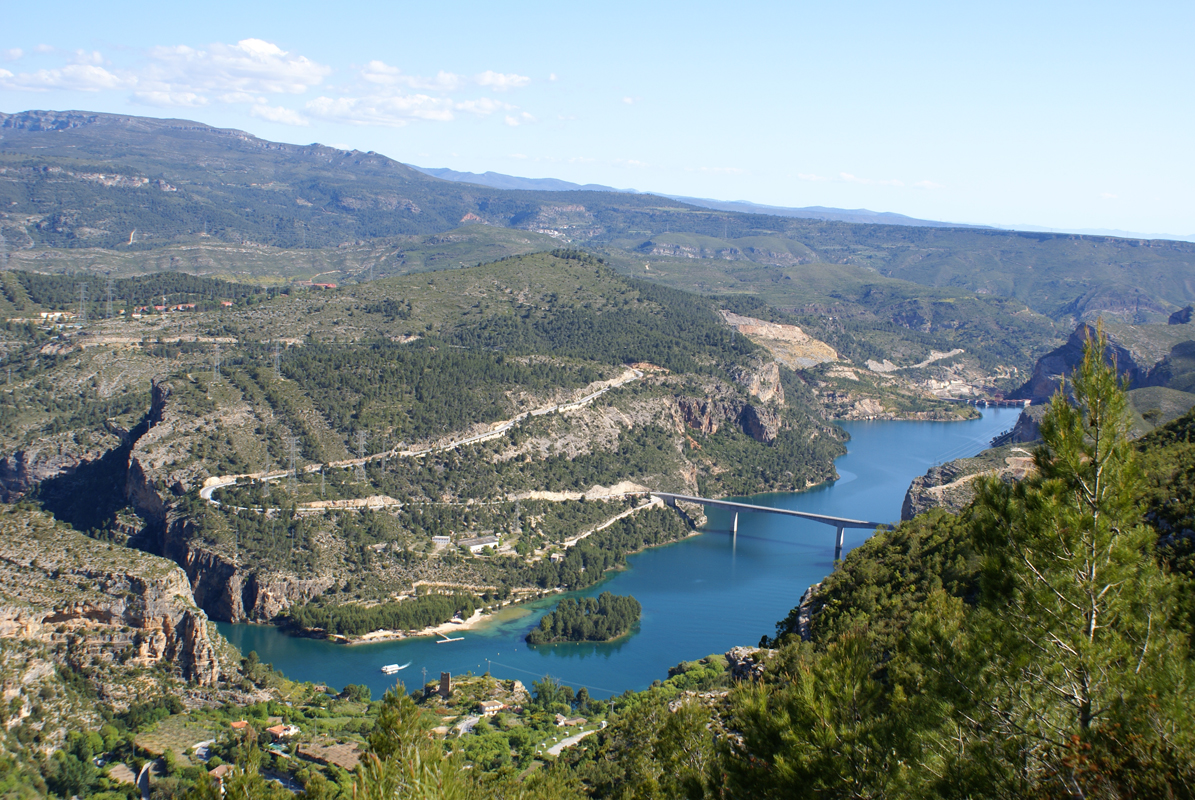
Vista del embalse de Cortes-La Muela

- Conjunto Hidroeléctrico de Cortes y La Muela. Con visitas guiadas concertadas con Iberdrola.
- Cueva Hermosa. Cueva de formación cárstica con multitud de salas.
- Las Pozas del Ral. Pozas de agua de singular belleza causadas por la erosión fluvial.
- Los Chorradores de Otonel. Conjunto de continuas cascadas que desaguan en el río Júcar.
- Los Cañones del Júcar. Visible en paseo fluvial turístico desde Cofrentes a Cortes de Pallás a Cofrentes y desde Cofrentes a Cortes de Pallás.

Disponen de la única Ruta Fluvial de la Comunidad Valenciana con un recorrido de 14 km de ida y otros tantos de vuelta recorriendo los cañones del Júcar en una moderna embarcación con el mismo nombre, que recorre estos parajes de singular belleza.

## Administración y política
| Periodo   | Nombre | Partido                  |
| --------- | --- | ------------------------ |
| 1979-1983 | Bernardino Serrano Carrión                                                                                             | UCD                      |
| 1983-1987 | José Gras Serrano | PSPV-PSOE                |
| 1987-1991 | José Gras Serrano | PSPV-PSOE                |
| 1991-1995 | José Gras Serrano | PSPV-PSOE                |
| 1995-1999 | José Gras Serrano | PSPV-PSOE                |
| 1999-2003 | José Gras Serrano | PSPV-PSOE                |
| 2003-2007 | José Gras Serrano (2003-2004) Defunción José Moltó Navarro                                                             | PSPV-PSOE                |
| 2007-2011 | Alberto Enrique Sáez Serrano                                                                                           | PP                       |
| 2011-2015 | Alberto Enrique Sáez Serrano                                                                                           | PP                       |
| 2015-2019 | Fernando Navarro Pardo                                                                                                 | PSPV-PSOE                |
| 2019-2023 | Fernando Navarro Pardo (2019-2020) Moción de Censura David Herrera Lambiez (2020-2022) David Gras Arlandis (2022-2023) | PSPV-PSOE No adscrito PP |
| 2023-act. | David Gras Arlandis | PP                       |

## Cultura

### Fiestas
Celebra sus fiestas patronales la segunda semana de agosto, a Nuestra Señora del Rosario, la Asunción, Cristo de la Vida y San Isidro Labrador.En sus fiestas también es tradición nombrar dos reinas de las fiestas, 
Reina Mayor y Reina Infantil junto a ellas les acompaña su corte de honor, las damas.

### Gastronomía
Debido a la dureza del clima en invierno, sus platos son clásicos de zonas de montaña. Podemos destacar la Olla de Pueblo, Gachamiga, Gachas, Mojete de Agua, Mojete Arrastrao y ajo arriero. En la época veraniega se pueden saborear platos como Gazpachos, Arroz con hierbas o Trigo Picado.
En los hornos podemos encontrar las tortas de sardina, jamón, longaniza o chorizo. Durante la festividad de la patrona (del pueblo o las aldeas) se realiza pan bendito.